# Отоне Сопрано (Пјаченца)
Отоне Сопрано је насеље у Италији у округу Пјаченца, региону Емилија-Ромања.
Према процени из 2011. у насељу је живело 30 становника. Насеље се налази на надморској висини од 787 м.